# John de Vaux
Ne doit pas être confondu avec Jean des Vaux.
Pour les articles homonymes, voir Vaux.
John de Vaux est un noble anglais mort en 1288, qui exerce des fonctions militaires et judiciaires.

## Biographie
Jean est un fils d'Oliver de Vaux et de Petronille de Craon, qui descend d'un lignage anglo-breton probablement issu de la famille de Vitré,. Partisan du futur Édouard III jusqu'en 1259, il sert probablement dans sa campagne au pays de Galles. En raison de la destitution de Roger de Leybourne en 1262, il rejoint l'opposition baronniale menée par Simon de Montfort, comte de Leicester. En juin 1263, il est au nombre des nobles qui arrêtent Pierre d'Aigueblanche, évêque de Hereford. Il revient au service d’Édouard et du roi Henri III en octobre 1263, et en décembre il est un de ceux qui apposent leur sceau sur l'accord que celui-ci conclut avec le roi de France Louis IX.
John combat aux côtés du roi Henri III lors de la bataille d'Evesham en août 1265 et reçoit en récompense des biens saisis à Londres aux barons rebelles. Juge itinérant en 1278, il exerce les charges de shérif du Norfolk et du Suffolk et de gouverneur de château de Norwich. Il est nommé sénéchal de Gascogne en 1283 mais il ne semble pas qu'il prenne ses fonctions sur le continent. En 1285 il est juge royal.
Il meurt en 1288.

## Famille
John de Vaux a deux filles avec sa femme Sybille :
- Petronilla, mariée à William de Nerford[2], dont postérité.
- Maud, mariée à William de Ros, 1er baron de Ros, dont postérité[2].